# Sclerolobium rigidum
Sclerolobium rigidum är en ärtväxtart som beskrevs av James Francis Macbride. Sclerolobium rigidum ingår i släktet Sclerolobium och familjen ärtväxter. Inga underarter finns listade i Catalogue of Life.